# Уан, Мариути
Мариути Уан (англ. Mariuti Uan; род. 22 января 1986) — кирибатийский легкоатлет, выступавший в беге на короткие дистанции.

## Биография
Мариути Уан родился 22 января 1986 года.
В 2005 году участвовал в чемпионате мира по лёгкой атлетике в Хельсинки. В беге на 100 метров выбыл в квалификации, заняв последнее, 8-е место в забеге, финишировав с личным рекордом — 11,92 секунды.
7 июля 2005 года в Баирики повторил рекорд Кирибати 25-летней давности, принадлежавший Каракоа Иотиа — 11,0.
В 2006 году выступал на Играх Содружества в Мельбурне. В беге на 100 метров выбыл в первом раунде, заняв 7-е место в забеге с личным рекордом (11,65). Также был заявлен в беге на 200 метров и эстафете 4х100 метров, но не вышел на старт.

## Личный рекорд
- Бег на 100 метров — 11,0 (7 июля 2005, Баирики)[3]